# París-Tours 2014
La 108.ª París-Tours se disputó el domingo 12 de octubre de 2014 por un trazado de 237 kilómetros con inicio en Bonneval (alrededores de París) y con el tradicional final en la avenida de Grammont en Tours, con tres cotas en los últimos 31 kilómetros (dos en los últimos 10).
Estuvo encuadrada en el UCI Europe Tour 2013-2014 dentro de la categoría 1.HC (máxima categoría de estos circuitos).
Participaron 21 equipos: 11 de categoría UCI ProTeam (Team Europcar, Omega Pharma-Quick Step, FDJ.fr, Lotto-Belisol, BMC Racing Team, Giant-Shimano, Belkin-Pro Cycling Team, Ag2r La Mondiale, Garmin Sharp, Tinkoff-Saxo, Trek Factory Racing); 7 de categoría Profesional Continental (Topsport Vlaanderen-Baloise, Wanty-Groupe Gobert, Cofidis, Solutions Crédits, IAM Cycling, MTN Qhubeka, Bretagne-Séché Environnement y NetApp-Endura); y los 3 franceses de categoría Continental (La Pomme Marseille 13, BigMat-Auber 93 y Roubaix Lille Métropole). Formando así un pelotón de 153 ciclistas, de 8 corredores cada equipo (excepto el Garmin-Sharp y el BMC Racing, que salieron con 6 y el Omega Pharma-Quick Step, el Ag2r La Mondiale, el Belkin, el Trek Factory Racing y el Roubaix Lille Métropole que salieron con 7), de los que acabaron 132.
El ganador final fue Jelle Wallays tras imponerse a Thomas Voeckler en la fuga de la jornada. Tercero fue Jens Debusschere, que se impuso en el sprint del grupo.

## Clasificación final
| Pos. | Ciclista            | Equipo                       | Tiempo          |
| ---- | ------------------- | ---------------------------- | --------------- |
| 1.   | Jelle Wallays       | Topsport Vlaanderen-Baloise  | 5 h 26 min 18 s |
| 2.   | Thomas Voeckler     | Europcar                     | m.t.            |
| 3.   | Jens Debusschere    | Lotto-Belisol                | a 12 s          |
| 4.   | Roy Jans            | Wanty-Groupe Gobert          | m.t.            |
| 5.   | Heinrich Haussler   | IAM                          | m.t.            |
| 6.   | Jempy Drucker       | Wanty-Groupe Gobert          | m.t.            |
| 7.   | Kristian Sbaragli   | MTN Qhubeka                  | m.t.            |
| 8.   | Pierre-Luc Périchon | Bretagne-Séché Environnement | m.t.            |
| 9.   | Guillaume Levarlet  | Cofidis, Solutions Crédits   | m.t.            |
| 10.  | Jos van Emden       | Belkin                       | m.t.            |